# Supercopa d'Europa de futbol 1975
La Supercopa d'Europa de futbol 1975 va ser la tercera edició (segona oficial) de la Supercopa d'Europa de futbol. Els dos equips que la van jugar van ser el campió de la Copa d'Europa, el Bayern de Múnic d'Alemanya Occidental i el campió de la Recopa, el Dynamo de Kíev de la Unió Soviètica. El Dynamo va guanyar amb un marcador global de 3-0.

## Partits

### Anada
| Bayern de Múnic | 0 – 1 | Dynamo de Kíev |
| --------------- | ----- | -------------- |
|                 |       | Blokhín 66'    |

| BAYER MUNICH:                                        |   |                       |  |       |
|                                                      |   |                       |  |       |
| PO                                                   | 1 | Sepp Maier            |  |       |
| DF                                                   | ' | Rainer Zobel          |  |       |
| DF                                                   | ' | Udo Horsmann          |  |       |
| DF                                                   | ' | Georg Schwarzenbeck   |  |       |
| DF                                                   | ' | Franz Beckenbauer     |  |       |
| CC                                                   | ' | Josef Weiß            |  |       |
| CC                                                   | ' | Bernd Dürnberger      |  | Surt  |
| CC                                                   | ' | Karl-Heinz Rummenigge |  |       |
| DV                                                   | ' | Gerd Müller           |  |       |
| DV                                                   | ' | Jupp Kapellmann       |  |       |
| DV                                                   | ' | Klaus Wunder          |  |       |
| Substituts:                                          |   |                       |  |       |
| CC                                                   | ' | Franz Roth            |  | Entra |
| Entrenador:                                          |   |                       |  |       |
| Dettmar Cramer Home del partit: Arbitres assistents: |   |                       |  |       |

| DYNAMO KÍEV:      |   |                   |
|                   |   |                   |
| PO                | 1 | Evhen Rudakov     |
| LD                | ' | Vladimir Troshkin |
| DF                | ' | Mikhail Fomenko   |
| DF                | ' | Stefan Reshko     |
| LE                | ' | Suyev             |
| CC                | ' | Anatoly Konjkov   |
| CC                | ' | Damyn             |
| CC                | ' | Leonid Buriak     |
| CC                | ' | Viktor Kolotov    |
| DV                | ' | Petr Slobodyan    |
| DV                | ' | Oleh Blokhín      |
| Substituts:       |   |                   |
| Entrenador:       |   |                   |
| Valeri Lobanovsky |   |                   |

### Tornada
| Dynamo de Kíev  | 2 – 0 | Bayern de Múnic |
| --------------- | ----- | --------------- |
| Blokhín 40' 53' |       |                 |

| DYNAMO KYIV:                                            |   |                      |
|                                                         |   |                      |
| PO                                                      | 1 | Evhen Rudakov        |
| LD                                                      | ' | Vladimir Troshkin    |
| DF                                                      | ' | Mikhail Fomenko      |
| DF                                                      | ' | Stefan Reshko        |
| LE                                                      | ' | Suyev                |
| CC                                                      | ' | Anatoly Konjkov      |
| CC                                                      | ' | Volodímir Muntian    |
| CC                                                      | ' | Leonid Buriak        |
| CC                                                      | ' | Vladimir Veremeev    |
| DV                                                      | ' | Vladimir Onishchenko |
| DV                                                      | ' | Oleh Blokhín         |
| Substituts:                                             |   |                      |
| Entrenador:                                             |   |                      |
| Valeri Lobanovsky Home del partit: Àrbitres assistents: |   |                      |

| BAYERN MUNIC:  |   |                       |  |       |
|                |   |                       |  |       |
| PO             | 1 | Sepp Maier            |  |       |
| DF             | ' | Josef Weiß            |  |       |
| DF             | ' | Udo Horsmann          |  |       |
| DF             | ' | Georg Schwarzenbeck   |  |       |
| DF             | ' | Franz Beckenbauer     |  |       |
| CC             | ' | Franz Roth            |  |       |
| CC             | ' | Bernd Dürnberger      |  | Surt  |
| CC             | ' | Ludwig Schuster       |  | Surt  |
| DV             | ' | Klaus Wunder          |  |       |
| DV             | ' | Jupp Kapellmann       |  |       |
| DV             | ' | Karl-Heinz Rummenigge |  |       |
| Substituts:    |   |                       |  |       |
| DF             | ' | Johnny Hansen         |  | Entra |
| DV             | ' | Conny Torstensson     |  | Entra |
| Entrenador:    |   |                       |  |       |
| Dettmar Cramer |   |                       |  |       |

| Supercopa d'Europa 1975  |
| ------------------------ |
| URSS                     |
| Dinamo Kíev Primer títol |